# 张维红
张维红（1963年1月31日—），中国女子手球运动员。她在1984年洛杉矶夏季奥林匹克运动会中，参加了女子手球比赛并获得铜牌。之后她还参加了1988年汉城奥运。